# Guajeru
Guajeru är en kommun i Brasilien.   Den ligger i delstaten Bahia, i den östra delen av landet, 600 km öster om huvudstaden Brasília. Antalet invånare är 10 383.
Omgivningarna runt Guajeru är huvudsakligen savann. Runt Guajeru är det ganska glesbefolkat, med 24 invånare per kvadratkilometer.